# ایسامتوو
ایسامتوو (انگلیسی: Isametovo) یک شهرک در شهرستان ایلیشفسکی استان باشقیرستان کشور روسیه است.